# Graciliclava
Graciliclava is een geslacht van weekdieren uit de klasse van de Gastropoda (slakken).

## Soort
- Graciliclava costata (Hedley, 1922)